# Promptuarii Iconum Insigniorum
Il Promptuarii Iconum Insigniorum (titolo completo: Promptuarii iconum insigniorum à seculo hominum, subiectis eorum vitis,  per compendium ex probatissimis autoribus desumptis, che significa Prontuario degli uomini di vari secoli con icone e insegne, con lo svolgimento delle loro vite, tratte dalle testimonianze di autori molto affidabili), è un'opera dello scrittore ed illustratore francese Guillaume Rouillé, vissuto nel XVI secolo, e pubblicato per la prima volta a Lione nel 1553.

## Struttura dell'opera
Il libro si rifà alle maggiori opere degli storiografi sia latini che greci come Cornelio Nepote, Tucidide e Svetonio, ed include oltre 400 brevi racconti, tratti da queste precedenti testimonianze, sulle vite dei maggiori generali, imperatori e sovrani del mondo antico. Inoltre all'inizio di ciascun racconto vi è un'incisione del volto del personaggio con il nome in latino.

## I personaggi elencati in ordine alfabetico

### A
- Abia
- Abimelech
- Acsanaxa
- Egeria (la pellegrina)
- Egeria
- Emilia Lepida
- Silvio Enea
- Agamennone
- Acab
- Acaz
- Acazia d'Israele
- Acazia di Giuda
- Ahia
- Alessandro Ianneo
- Alessio II Comneno
- Alessio III Angelo
- Alfonso III d'Avalos
- Amasia di Giuda
- Ammone (re)
- Anfione
- Anco Marzio
- Andromaca
- Antigono II Asmoneo
- Antonia maggiore
- Antonio di Leva
- Aristobulo I
- Aristobulo II
- Arpacsad
- Artaserse I di Persia
- Artemisia I
- Asa di Giuda
- Ascanio
- Asenate
- Atalia

### B
- Baasha
- Bacco
- Barac
- Baruc (profeta)
- Belus Iuppiter
- Berenice I
- Biante
- Bupalo ed Atenide (scultori greci)

### C
- Cadmo
- Calpurnia
- Cambise II di Persia
- Candaule
- Carmenta
- Carlo Martello
- Cassandro I
- Cecrope
- Carlo II d'Orléans
- Childerico II
- Chilone
- Cimone
- Cleovulo
- Celia
- Clotario III
- Clodoveo IV
- Conone
- Cornelia
- Creso
- Ciro il Grande

### D
- Dalila (concubina di Sansone)
- Daniele
- Deborah (giudicessa della Bibbia)
- Deucalione
- Dionisio I di Siracusa
- Domizia Paolina
- Drusilla di Mauretania

### E
- Eber
- Elah (re)
- Eleazar
- Eleazar
- Elia (profeta)
- Eliseo
- Epaminonda
- Epimenide di Creta
- Esdra (profeta)
- Evandro
- Ezechiele

### F
- Fulvia Clodia (moglie di Marco Antonio)
- Furio Camillo

### G
- Gaio Ottavio
- Gedeone (giudice biblico)
- Glafira
- Gneo Domizio Enobarbo (ovvero l'imperatore Nerone)
- Goffredo di Lussino
- Gige

### H
- Ham
- Hector (Ettore di Troia)
- Ecuba, moglie di Priamo
- Enrico I di Francia (Henri I of Flanders)
- Ermione, sorella di Elena
- Erode Agrippa I
- Hersilia (Ersilia, schiava sabina)]
- Hildegarda (Ildegarda, moglie di Carlo Magno)
- Ipponatte (Hipponax)
- Oloferne (Holofernes)
- Osea d'Israele (Hosea)
- Ippodamia (Hyppodamia)
- Hyrcanus I (Giovanni Ircano I, profeta)
- Ircano II (Hyrcanus II)

### I
- Ibsan (giudice biblico)
- Isaia

### J
- Jafet
- Joacchino
- Jehoash d'Israele
- Joacchino Giona
- Jehoiada
- Gioachino Eliakim
- Jehoram
- Jehu
- Iefte
- Jeremia
- Geroboamo
- Geroboamo II
- Gezabele
- Joas
- Gionata Maccabeo
- Joram, re d'Israele
- Josafat
- Giosuè
- Giosia
- Giuda Maccabeo

### K
- Khadija bint Khuwaylid

### L
- Lampedo (regina delle Amazzoni)
- Latino
- Lavinia
- Libuše
- Lucio Calpurnio Pisone Frugi
- Lucio Munazio Planco
- Lisandro

### M
- Menahem
- Manasse (re di Giuda)
- Marzia
- Mariamne I
- Marpessa
- Mattatia
- Mausolo
- Melanippe
- Menelao
- Michele IV il Paflagone

### N
- Nadab
- Nahor
- Nauplio
- Nimrod
- Nino
- Niobe
- Numa Pompilio

### O
- Olimpiade d'Epiro (madre di Alessandro Magno)
- Omri
- Orizia
- Ossian
- Othoniel Ben Kenaz

### P
- Palamede
- Peleg
- Pantea Abradate
- Pelope
- Periandro
- Pietro Romano
- Phacea Phehaiac
- Phasea Pekha
- Fenice di Agenore
- Pittaco
- Polissena
- Porsenna
- Priamo
- Publio Cornelio Scipione Africano

### Q
- Quintilio Varo

### R
- Reo
- Rodopi
- Roberto Malatesta
- Roberto di Courtenay
- Romano II

### S
- Salmanassar V
- Salomè Alessandra
- Santippe
- Sara (personaggio biblico)
- Scribonia
- Sennacherib
- Serug
- Servio Tullio
- Sesach Sishiaq
- Shem
- Sibilla (Cumea)
- Sibilla Delfica
- Sibilla Eritrea
- Sibilla Ellespontica
- Sibilla Libica
- Sibilla Persica
- Sibilla Frigia
- Sibilla Samia
- Sibilla Tiburtina
- Sicheo
- Sigismondo Malatesta
- Silvio
- Simone Maccabeo
- Slah-son-d'Arfasad
- Solone

### T
- Tanaquil
- Tarquinio il Superbo
- Terach
- Talete
- Talestri
- Teodoro Trivulzio
- Teodorico III
- Teodorico IV
- Timandra
- Timoleonte
- Tomiri
- Tullo Ostilio
- Turno
- Tuisto

### V
- Vesta
- Veturia

### X
- Santippe (Xantippe)
- Serse I di Persia (Xerxes I)

### Z
- Zaleuco di Locri
- Zaccaria
- Zedechia
- Zerubbabel
- Zopiro di Taranto